# Ludwig Abeille
Johann Christian Ludwig Abeille (n. 20 februarie 1761,  Bayreuth – d. 2 martie 1838, Stuttgart) a fost un pianist și compozitor german.
Născut ca fiu al unui servitor de la curtea din Bayreuth, Abeille își începe studiile la școala muzicală Karlsschule din Stuttgart cu profesorii Antonio Boroni, Ferdinando Mazzanti și Johann Gottlieb Sämann. În 1782 devine membru al orchestrei de la curtea din Stuttgart și în 1802 preia de la Johann Rudolf Zumsteeg postul de șef de orchestră. În anul 1815 obține postul de organist la curte, pe care îl deține până în 1832. Abeille a compus două opere, o serie de concerte, muzică de cameră și piese cu caracter popular.

## Opera
- Amor und Psyche, operă în două acte. Libretul: Franz Karl Hiemer. Premiera:  18 ianuarie 1800 la Stuttgart în Hoftheater
- Der Hausmeister, operă în două acte. Premiera: 1805, Stuttgart
- Peter und Aennchen, operă în două acte. Libretul: Franz Karl Hiemer, după Charles Simon Favart Annette et Lubin. Premiera: 29 septembrie 1809, Ludwigsburg
- Fantezie pentru pian op. 4
- Concert pentru pian (4 mâini) și orchestră op. 6
- Sonată pentru pian (4 mâini) op. 22
- Der Aschermittwoch op. 11
- Die entschlafene Liebe, lied

## Biografie
- de Rochus von Liliencron: Abeille, Johann Christ. Ludwig, articol din: Allgemeine Deutsche Biographie (ADB). Volumul 1, Leipzig, 1875, p. 7–8.

1. 1 2  „Ludwig Abeille”, Gemeinsame Normdatei, accesat în 30 aprilie 2014
2. 1 2 3 4  MSR / Abeil[*] Verificați valoarea |titlelink= (ajutor)
3. 1 2  Ludwig Abeille, SNAC, accesat în 9 octombrie 2017
4. 1 2  Johann Christian Ludwig Abeille, Musicalics
5. 1 2 3 4  Abeille, Ludwig[*] Verificați valoarea |titlelink= (ajutor)
6. ↑  „Ludwig Abeille”, Gemeinsame Normdatei, accesat în 15 decembrie 2014
7. ↑  „Ludwig Abeille”, Gemeinsame Normdatei, accesat în 31 decembrie 2014